# Nearco
Nearco (griego antiguo Νέαρχος, Néarchos), fue uno de los oficiales y hetairos de Alejandro Magno. Durante un tiempo sátrapa de Licia-Panfilia, llegó a ser navarca de la flota real en 325 a. C. Pilotó la expedición entre el Indo y el Éufrates y exploró el mar de Omán y el golfo Pérsico. El relato de este periplo es bien conocido gracias a Flavio Arriano y a Estrabón. 
Frecuentemente se le describe, y no solo en novelas, como un marinero -ya que era originario de Creta, y se le conoce sobre todo por ser el comandante de la flota en el océano Índico, pero de hecho nada sugiere que tuviera habilidades para la marina. 

## Nearco el cretense
Probablemente originario de la ciudad de Lato de Creta, su familia se mudó a Anfípolis durante el reinado de Filipo II (supuestamente después de que este tomara la ciudad en el 357 a. C.), cuando Nearco era adolescente. 
Nearco, junto con Ptolomeo, Erigio, Laomedonte y Hárpalo, hizo de "hermano mayor" de Alejandro, siendo su mentor y consejero. También fue uno de los exiliados por el asunto de Pixódaro, acusado de haber influido en la decisión de Alejandro. No sabemos adónde fueron estos exiliados, pero solo les llamaron de vuelta tras el asesinato de Filipo y la posterior coronación de Alejandro.
Plutarco dice que, tras su regreso, estos "hermanos mayores" fueron recibidos con grandes honores. Poco después se vuelve a saber de Nearco porque Alejandro le dio el título de sátrapa de Licia y Panfilia en el 334 o 333 a. C., y él fue uno de los primeros que recibió este honor. En el 328 a. C. se libró de su cargo de sátrapa y volvió a reunirse con Alejandro en la Bactria, trayéndole refuerzos. Las fuentes no lo vuelven a nombrar hasta el asedio de Aornos, cuando Alejandro puso a Nearco al mando de una misión de reconocimiento, pues se menciona que estaba muy ansioso por descubrir más cosas sobre los elefantes.
Hasta ahora, por tanto, Nearco no ha sido asociado de ninguna manera con el mar. No se menciona que comandó la flota que llevó al ejército por el Helesponto, ni hay la más mínima indicación de que estuviera en la flota del Egeo antes de que Alejandro pidiera su retirada.

## La flota del Hidaspes

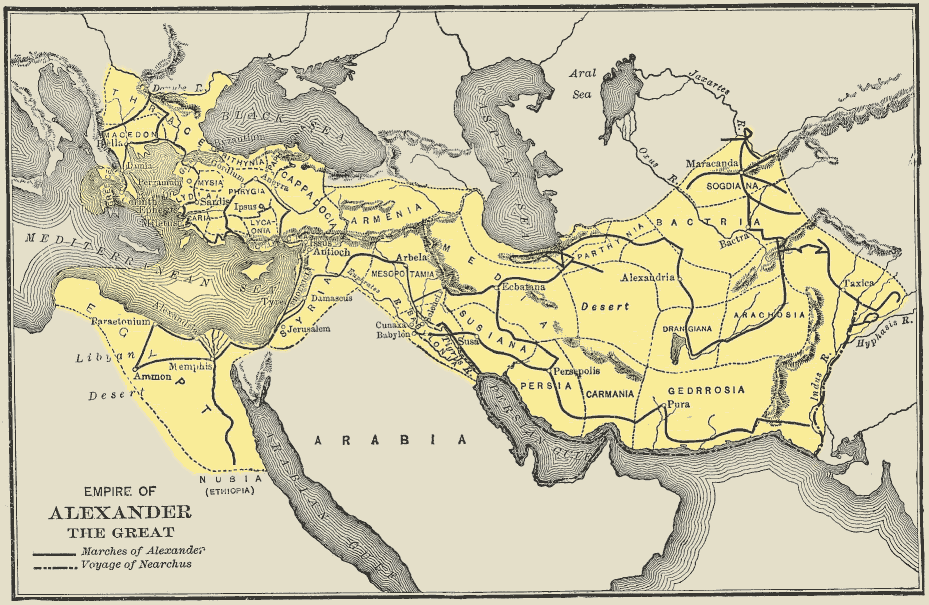
Mapa mostrando los viajes de Nearco y las campañas de Alejandro hasta poco después de conseguir el imperio persa - de Historia del mundo antiguo, George Willis Botsford Ph.D., The MacMillan Company, 1913.

De todas formas, en el 326 a. C. Nearco fue nombrado almirante de la flota que Alejandro había construido en el Hidaspes. Hay que decir que Nearco puso dinero para pagar los barcos y que la mayoría de los otros almirantes no tenían casi experiencia. Así que parece ser que su origen cretense no influyó en sus acciones.
Durante el viaje se dañó la estructura de algunos barcos, y Nearco tuvo que quedarse atrás para repararlos, antes de continuar surcando el río. Estuvo totalmente al mando de la flota en el viaje desde el Indo hasta el golfo Pérsico, travesía que puso enterarmente por escrito (Arriano recogerá este "cuaderno de viaje" más tarde). Era el almirante, el comandante de la flota, pero para ello no se requerían grandes conocimientos sobre marina, de hecho, las responsabilidades navales eran solo de Onesícrito.
Tras muchas aventuras, que aún se pueden leer en el Indica de Arriano, Nearco llegó a Carmania, encontrándose con Alejandro Magno después de haber cruzado este último el desierto de Gedrosia con consecuencias desastrosas (se dice que dos tercios de su ejército perecieron en el intento). Alejandro celebró varios festines en su honor, tras los cuales le mandó que completara su viaje. Nearco llegó hasta el Éufrates antes de volver a encontrarse con Alejandro en Susa, a principios del 324 a. C.

## Campaña frustrada de Arabia
Nearco fue recompensado por las hazañas de su flota. Se casó con la hija de Barsine y Mentor de Rodas, y recibió una corona como reconocimiento de sus esfuerzos. Después llevó la flota hasta Babilonia, donde avisó a Alejandro de la profecía de los caldeos: no debía entrar a la ciudad.
Nearco ocupó un lugar en los últimos planes de Alejandro, pues iba a ser el almirante de la flota de invasión a Arabia, pero esos planes pronto se desvanecieron tras la muerte del rey.
En las posteriores discusiones sobre quién debería gobernar el Imperio, Nearco apoyó a Heracles, el hijo de Barsine y Alejandro, lo que es comprensible, ya que la amante de Alejandro era ya su suegra. Comandó tropas ligeras apoyando a Antígono, y fue el consejero de Demetrio en el 313 o 312 a. C. No se sabe lo que fue de él después de esto, pero probablemente se retirara del servicio para escribir la versión definitiva de su cuaderno de viaje (ya había escrito otra versión, pues Plutarco cuenta que se la leyó a Alejandro), que fue utilizado por los geógrafos posteriores.

## Eponimia
- El cráter lunar Nearch lleva este nombre en su memoria.[2]